# 卡利尼夫卡河 (戈倫河支流)
卡利尼夫卡河（烏克蘭語：Калинівка），是烏克蘭西部的河流，屬於戈倫河的支流。該河發源自斯維亞泰茨，流經赫梅利尼茨基州的赫梅利尼茨基區和舍佩蒂夫卡區，河道全長18公里，流域面積72.3平方公里。